# Grupp 2 i världsmästerskapet i fotboll 1954
Matcherna i Grupp 2 i världsmästerskapet i fotboll 1954 pågick från 17 till 23 juni 1954. Matcherna spelades i Bern, Zürich, Basel och Genève. Ungern blev gruppetta och Västtyskland tvåa, via ett avgörande playoff mot Turkiet, och kvalificerade sig till turneringens andra omgång.
| Nr | Lag          | S | V | O | F | GM | IM | MS  | P |
| -- | ------------ | - | - | - | - | -- | -- | --- | - |
| 1  | Ungern       | 2 | 2 | 0 | 0 | 17 | 3  | +14 | 4 |
| 2  | Västtyskland | 2 | 1 | 0 | 1 | 7  | 9  | −2  | 2 |
| 3  | Turkiet      | 2 | 1 | 0 | 1 | 8  | 4  | +4  | 2 |
| 4  | Sydkorea     | 2 | 0 | 0 | 2 | 0  | 16 | −16 | 0 |

Tiderna för matchstart är lokala (Central Standard Time)

## Omgång 1
|       | 17 juni 1954 | Västtyskland                                   | 4 – 1           | Turkiet  | Wankdorf Stadium                                            |                                                             |
| 18:00 | 18:00        | Schäfer 14′ Klodt 52′ O.Walter 60′ Morlock 84′ | (1 – 1) Rapport | Mamat 2′ | Bern Publik: 28 000 Domare: José da Costa Vieira (Portugal) | Bern Publik: 28 000 Domare: José da Costa Vieira (Portugal) |
| 18:00 | 18:00        |                                                |                 |          | Bern Publik: 28 000 Domare: José da Costa Vieira (Portugal) | Bern Publik: 28 000 Domare: José da Costa Vieira (Portugal) |
| 18:00 | 18:00        |                                                |                 |          | Bern Publik: 28 000 Domare: José da Costa Vieira (Portugal) | Bern Publik: 28 000 Domare: José da Costa Vieira (Portugal) |

|       | 17 juni 1954 | Ungern                                                                      | 9 – 0           | Sydkorea | Hardturm Stadium                                           |                                                            |
| 18:00 | 18:00        | Puskás 12′, 89′ Lantos 18′ Kocsis 24′, 36′, 50′ Czibor 59′ Palotás 75′, 83′ | (4 – 0) Rapport |          | Zürich Publik: 13 000 Domare: Raymond Vincenti (Frankrike) | Zürich Publik: 13 000 Domare: Raymond Vincenti (Frankrike) |
| 18:00 | 18:00        |                                                                             |                 |          | Zürich Publik: 13 000 Domare: Raymond Vincenti (Frankrike) | Zürich Publik: 13 000 Domare: Raymond Vincenti (Frankrike) |
| 18:00 | 18:00        |                                                                             |                 |          | Zürich Publik: 13 000 Domare: Raymond Vincenti (Frankrike) | Zürich Publik: 13 000 Domare: Raymond Vincenti (Frankrike) |

## Omgång 2
|       | 20 juni 1954 | Ungern                                                          | 8 – 3           | Västtyskland | St. Jakob Stadium                                   |                                                     |
| 16:50 | 16:50        | Kocsis 3′, 21′, 69′, 78′ Puskás 17′ Hidegkuti 52′, 54′ Tóth 75′ | (3 – 1) Rapport |              | Basel Publik: 56 000 Domare: William Ling (England) | Basel Publik: 56 000 Domare: William Ling (England) |
| 16:50 | 16:50        |                                                                 |                 |              | Basel Publik: 56 000 Domare: William Ling (England) | Basel Publik: 56 000 Domare: William Ling (England) |
| 16:50 | 16:50        |                                                                 |                 |              | Basel Publik: 56 000 Domare: William Ling (England) | Basel Publik: 56 000 Domare: William Ling (England) |

|       | 20 juni 1954 | Turkiet                                                            | 7 – 0           | Sydkorea | Charmilles Stadium                                    |                                                       |
| 17:00 | 17:00        | Mamat 10′, 30′ Küçükandonyadis 24′ Sargun 37′, 64′, 70′ Keskin 76′ | (4 – 0) Rapport |          | Genève Publik: 4 000 Domare: Esteban Marino (Uruguay) | Genève Publik: 4 000 Domare: Esteban Marino (Uruguay) |
| 17:00 | 17:00        |                                                                    |                 |          | Genève Publik: 4 000 Domare: Esteban Marino (Uruguay) | Genève Publik: 4 000 Domare: Esteban Marino (Uruguay) |
| 17:00 | 17:00        |                                                                    |                 |          | Genève Publik: 4 000 Domare: Esteban Marino (Uruguay) | Genève Publik: 4 000 Domare: Esteban Marino (Uruguay) |

## Play-off
|       | 23 juni 1954 | Tyskland                                                          | 7 – 2           | Turkiet             | Hardturm Stadium                                           |                                                            |
| 18:00 | 18:00        | O. Walter 7′ Schäfer 12′, 79′ Morlock 30′, 60′, 77′ F. Walter 62′ | (3 – 1) Rapport | Küçükandonyadis 82′ | Zürich Publik: 17 000 Domare: Raymond Vincenti (Frankrike) | Zürich Publik: 17 000 Domare: Raymond Vincenti (Frankrike) |
| 18:00 | 18:00        |                                                                   |                 |                     | Zürich Publik: 17 000 Domare: Raymond Vincenti (Frankrike) | Zürich Publik: 17 000 Domare: Raymond Vincenti (Frankrike) |
| 18:00 | 18:00        |                                                                   |                 |                     | Zürich Publik: 17 000 Domare: Raymond Vincenti (Frankrike) | Zürich Publik: 17 000 Domare: Raymond Vincenti (Frankrike) |